# Michel Auder
Michel Auder, né à Soissons en 1945, est un réalisateur et photographe français. Il vit à New York aux États-Unis depuis 1969. 

## Carrière
Michel Auder commence à réaliser des films à l'âge de 18 ans. Il est notamment influencé par la Nouvelle Vague française et le cinéma expérimental (Jean-Luc Godard et Andy Warhol, entre autres).
En tant que photographe, Michel Auder a exposé dans des dizaines de pays. Il est actuellement représenté par Office Baroque à Bruxelles, la Martos Gallery à New York, la Galleria Fonti à Naples et Aurel Scheibler à Berlin.

## Vie privée
En 1969, Auder rencontre l'actrice Viva, avec laquelle il se marie la même année. Ils ont ensemble une fille, l'actrice Alexandra Auder, en février 1971, avant de divorcer. Auder se marie à nouveau en 1984 avec la photographe et réalisatrice américaine Cindy Sherman. Le couple divorce en 1999.

## Filmographie

### Courts métrages
- 1968 : Lune X
- 1968 : Krylon
- 1979 : Seduction of Patrick
- 1987 : Chasing the Dragon

### Documentaires
- 1970 : Viva Booksigning
- 1970 : Chronicles: Family Diaries I
- 1971 : Chronicles: Van's Last Performance
- 1971 : Chronicles: Family Diaries II
- 1971 : Chronicles: Family Diaries III
- 1972 : Chronicles: Morocco
- 1973 : Chronicles: Family Diaries 1971-1973, Excerpts
- 1973 : Chronicles: Family Diaries VII
- 1976 : Chelsea Girls with Andy Warhol

### Longs métrages
- 1969 : Keeping Busy
- 1970 : Cleopatra
- 2008 : The Feature, co-réalisé avec Andrew Neel